# Сага (притока Хоролу)
Сага — річка в Україні, в межах Хорольського й Миргородського районів Полтавської області. Права притока Хоролу (басейн Дніпра).

## Опис
Довжина річки 24 км., похил річки — 2,0 м/км. Площа басейну 86,0 км². На деяких ділянках пересихає.

## Розташування
Бере початок у селі Остапенки. Спочатку тече на північний схід через Оріхівщину, потім на південний схід і на південно-західній околиці села Петрівці впадає в річку Хорол, праву притоку Псла. 
Населені пункти вздовж берегової смуги: Носенки, Осове, Ярмаки, Мальці.